# Hipoxia cerebral
Hipoxia cerebral se refiere a un reducido suministro de oxígeno al cerebro. Hay cuatro diferentes categorías de hipoxia cerebral; en orden de gravedad son: hipoxia cerebral difusa, isquemia cerebral focal, infarto cerebral e isquemia cerebral global. La hipoxia a largo plazo puede producir muerte celular de neuronas por medio de apoptosis, resultando en una lesión hipóxica cerebral.
La condición se denomina anoxia casos de privación total de oxígeno, y puede ser de origen hipóxico (baja disponibilidad de oxígeno por factores externos) o isquémico (por privación de oxígeno debido a una interrupción en la circulación sanguínea). En ambos casos, las lesiones cerebrales resultantes se denominan lesiones hipóxicas/anoxiáticas.
Si la privación de oxígeno no es total se le llama isquemia encefalopática hipóxica; esta condición ocurre cuando todo el cerebro es privado de un adecuado suministro de oxígeno. La misma está asociada, en la mayoría de los casos, a la privación de oxígeno en la etapa neonatal debido a asfixia natal, aunque puede ocurrir en todas las edades y es a menudo una complicación que puede resultar en un paros cardíaco.

## Causas
Existen distintos mecanismos que pueden comprometer el aporte de oxígeno hacia el cerebro hasta el punto de llevar al paciente a un estado de hipoxia cerebral, entre las cuales se encuentran el paro cardiorrespiratorio, estados de hipotensión como pérdida de volemia o alteraciones del bombeo cardíaco, ataques de asma, inhalación de monóxido de carbono, inhalación de humo, envenenamientos, traumatismos de caja torácica donde se compromete la función ventilatoria, asfixia, estrangulación y descargas eléctricas.

## Síntomas
La hipoxia leve se caracteriza por episodios de distracción, trastorno en el juicio y movimientos descoordinados.En los casos más graves de hipoxia se produce un estado de inconsciencia y falta de reacción total, con supresión de los reflejos del tronco encefálico, incluyendo la respuesta a la luz y el reflejo de la respiración. Solo se mantienen la función cardíaca y la presión arterial y si esto persiste se dará la muerte cerebral.
Si la falta de oxígeno en el cerebro está limitada a un período de tiempo muy breve, el coma puede ser reversible con niveles variables de retorno a la función, dependiendo de la magnitud de la lesión. Algunas veces, se presentan convulsiones que pueden ser continuas.

## Exámenes
La hipoxia cerebral generalmente se puede diagnosticar mediante una evaluación clínica neurológica y cognitiva, es importante realizar una exhaustiva historia clínica que abarque y puntualice los antecedentes y posibles factores de riesgo. Para determinar la causa de la hipoxia se debe realizar los siguientes exámenes:
- Pruebas de sangre, como la gasometría arterial y nivel de químicos en sangre.

- Angiografía del cerebro:[3] Es un examen que utiliza material de contraste y rayos X para observar como fluye la sangre en el cerebro. Este examen se indica cuando haya sospecha de inflamación vascular o aneurisma.

- Resonancia magnética de la cabeza:[4] Es un examen imagenológico no invasivo que utiliza imanes y ondas de radio potentes para crear imágenes detalladas del cerebro y de los tejidos nerviosos circundantes.

- Tomografía computarizada de la cabeza:[5] Es un examen que utiliza equipos de rayos X para crear imágenes transversales de la cabeza incluyendo el cráneo, el cerebro, las órbitas o cuencas de los ojos y los senos paranasales.

- Ecocardiograma:[6] Es un examen que usa un ultrasonido para producir imágenes del corazón.

- Electrocardiografía:[7] Es un examen que realiza una medición de la actividad eléctrica del corazón.

- Electroencefalografía:[8] Es un examen que sirve para medir la actividad eléctrica del cerebro, monitorea las ondas cerebrales y detecta el funcionamiento de las neuronas. Es importante realizarlo cuando haya sospecha de hiperactividad por convulsiones o pérdida de actividad por muerte cerebral.

- Potenciales evocados:[9] Son técnicas diagnósticas neurofisiológicas no invasivas que evalúan la función del sistema sensorial mediante estímulos sensitivos y el registro de las respuestas cerebrales que estas provocan.

## Tratamiento
El tratamiento de la hipoxia cerebral esta en relación con la causa de la misma, es conveniente emplear sistemas básicos y de esta manera mantener la vida del paciente: además de brindar ventilación mecánica para cubrir las vías respiratorias; líquidos, medicamentos que ayuden a estabilizar la presión arterial y la frecuencia cardíaca, y medicamentos para eliminar las convulsiones.
De inmediato debe ser el tratamiento para poder reponer el flujo de oxígeno al cerebro. El tratamiento adecuado tiene relación con la causa de la hipoxia cerebral y la gravedad de la misma. En caso del alpinismo se debe bajar rápidamente a una altitud inferior. En casos muy graves, es importante recibir atención médica de emergencia y tratamiento con un respirador.
Posiblemente sea necesario asistencia cardíaca y administrar productos derivados de la sangre y líquidos por vía intravenosa. Es fundamental la reanimación cardiopulmonar. Se utilizan medicamentos, como fenitoína, ácido valproico, fenobarbital y anestésicos generales para calmar las convulsiones en estos casos. Buscar atención lo más pronto posible disminuye el peligro de sufrir daño cerebral. Se debe de restablecer lo más pronto posible el suministro de oxígeno al cerebro, de esta manera disminuye el riesgo de daño cerebral severo y de muerte.
Suele utilizarse en muchas ocasiones sábanas frías, debido a que el frío disminuye la actividad de las células cerebrales y reduce su necesidad de oxígeno, sin embargo cabe recalcar que aun el beneficio de este tratamiento no se ha establecido de manera terminante.

## Complicaciones
Algunas de las complicaciones de la hipoxia cerebral es el estado vegetativo prolongado, pudiendo salvaguardar algunas de las funciones vitales como lo es la respiración, la presión arterial, el ciclo sueño-vigilia y algo muy característico es la capacidad de la persona para abrir los ojos aunque el paciente no responda a los estímulos ambientales y se encuentre inconsciente.
Varios artículos concuerdan que el estado vegetativo prolongado es seguido de la muerte dentro de menos de un año. Otras complicaciones son: neumonía, inadecuada nutrición, trombosis venosa profunda, dada la condiciones del paciente frecuentemente encontramos úlceras de decúbito, y algunas neuropatías del paciente crítico.

## Pronóstico
Básicamente la expectativa de que un paciente se recupere, depende en gran medida del tiempo por el cual el cerebro paso sin un suministro de oxígeno, lo cual determinara la gravedad de las lesiones y secuelas que deja; es decir que la posibilidad de que la condición sea reversible será directamente proporcional al tiempo que el órgano paso en isquemia.
Muchos pacientes que a los cuales se les ha logrado resucitar de forma breve después de un paro cardiorrespiratorio han sido capaces de recuperar las funciones en su totalidad. Por otro lado, también hay quienes a pesar de esto presentan secuelas como parecías o parestesias en sus miembros, e inclusive fasiculaciones y perdida de la movilidad o fuerza. Cuando el cerebro presenta mayores lesiones el coma puede ser irreversible, lo que conlleva a una muerte cerebral.